# آبشار پارادایز
آبشار پارادایز (به انگلیسی: Paradise Falls) آبشاری است که در کوه رینیر، ایالات متحده آمریکا واقع شده و ارتفاع کلی ریزشگاه آن ۳۰ فوت (۹٫۱ متر) است.